# ألفارو غارسيا
ألفارو غارسيا (بالإسبانية: Álvaro García Rodríguez) (و. 1961 – م) هو عالم اقتصاد، وسياسي، من الأوروغواي، ولد في مونتيفيديو.

## التعليم
تعلم في جامعة الجمهورية.